# Herman David
Herman Francis David, CBE (* 26. Juni 1905 in Birmingham, Warwickshire; † 25. Februar 1974 in Wimbledon) war ein britischer Tennisspieler und -funktionär.

## Leben
David wurde am 26. Juni 1905 in Birmingham (Warwickshire) geboren.
Im Jahr 1932 nahm er an zwei Davis-Cup-Spielen teil und gewann beide.
Von 1953 bis 1958 war David Mannschaftskapitän der britischen Davis-Cup-Mannschaft und von 1959 bis zu seinem Tod im Jahr 1974 Präsident des All England Lawn Tennis and Croquet Club. Durch seine Bemühungen werden die Wimbledon Championships seit 1968 als Open-Era-Turnier ausgetragen.
David wurde 1998 postum in die International Tennis Hall of Fame aufgenommen.